# Nationspersonifikation
Nationspersonifikation är en (fiktiv) figur som symboliserar ett helt land eller nation och framställs som person eller ibland som ett antropomorft djur. Figuren är normalt antingen högtidlig och majestätisk eller folklig och knipslug. Särskilt i det senare fallet brukar figuren också ofta tillskrivas personlighetsdrag som anses typiska för människor från landet ifråga.

## Personifikation efter land
| Land                    | Personifikation                                                                                            |
| Albanien                | Moder Albanien                                                                                             |
| Argentina               | Porträttet av republiken                                                                                   |
| Armenien                | Moder Armenien (Majr Hajastan, lit. Moder Hajastan)                                                        |
| Australien              | Boxande kängurun                                                                                           |
| Brasilien               | Efígie da República                                                                                        |
| Chile                   | El Roto, El Huaso, La Carmela, Doña Juanita                                                                |
| Danmark                 | Holger Danske, Moder Danmark                                                                               |
| Dominikanska republiken | Anacaona                                                                                                   |
| Egypten                 | Jordens Moder (Om el-Donia)                                                                                |
| Europa                  | Europa |
| Filippinerna            | Juan dela Cruz, Maria Clara                                                                                |
| Finland                 | Finlands mö (Suomi-neito)                                                                                  |
| Frankrike               | Marianne                                                                                                   |
| Georgien                | Moder Georgien (Kartlis Deda, lit. Moder Kartlien)                                                         |
| Grekland                | Athena |
| Honduras                | Juan Pueblo                                                                                                |
| Indien                  | Bharat Mata (Moder Indien)                                                                                 |
| Indonesien              | Ibu Pertiwi                                                                                                |
| Irland                  | Ériu, Kathleen Ni Houlihan, Hibernia                                                                       |
| Island                  | Fjallkonan (bergfrun)                                                                                      |
| Israel                  | Srulik |
| Italien                 | Italia Turrita                                                                                             |
| Japan                   | Amaterasu-ōmikami, Samuraj                                                                                 |
| Kambodja                | Preah Thaong och Neang Neak                                                                                |
| Kanada                  | Le Vieux de '37                                                                                            |
| Kirgizistan             | Manas |
| Malaysia                | Pak Belang                                                                                                 |
| Malta                   | Melita |
| Mexiko                  | Miguel Hidalgo, La Adelita                                                                                 |
| Nederländerna           | Hans Brinker (utanför Nederländerna), De Leeuw van Oranje, de Nederlandse Maagd ("Nederländernas jungfru") |
| Nya Zeeland             | Kivi, Zealandia, Södra mannen (för sydön)                                                                  |
| Norge                   | Moder Norge, Kung Nor, Ola Nordmann, Kari Nordmann                                                         |
| Pakistan                | Pak Watan                                                                                                  |
| Peru                    | Chalánen, La Madre Patria                                                                                  |
| Polen                   | Polonia |
| Portugal                | Zé Povinho                                                                                                 |
| Rumänien                | România |
| Ryssland                | Moder Ryssland, Moder Moderland, Ryska björnen                                                             |
| Schweiz                 | Helvetia                                                                                                   |
| Serbien                 | Sankt Sava                                                                                                 |
| Skottland               | Jock Tamson                                                                                                |
| Slovenien               | Kranjski Janez ("Janez från Krain"), Peter Klepec                                                          |
| Spanien                 | Hispania, Juan Español                                                                                     |
| Storbritannien          | John Bull, Britannia                                                                                       |
| Sverige                 | Moder Svea                                                                                                 |
| Sydafrika               | Van Der Merwe                                                                                              |
| Sydkorea                | Hong Gildong, Yangban                                                                                      |
| Tjeckien                | Švejk |
| Tyskland                | Deutscher Michel, Germania                                                                                 |
| Turkiet                 | Anatolien                                                                                                  |
| Ukraina                 | Kozak Mamaj, Kosack                                                                                        |
| Ungern                  | Hungária / Hunnia                                                                                          |
| USA                     | Columbia, Uncle Sam                                                                                        |
| Venezuela               | Juan Bimba                                                                                                 |
| Wales                   | Dame Wales                                                                                                 |
| Österrike               | Austria |